# Іштван Молнар (художник)
Іштван Молнар (угор. Molnár István, 27 січня 1968, Мукачево — 21 червня 1993, Ужгород
) — український і радянський художник і графік угорського походження.

## Життєпис
Одна з найяскравіших і найталановитіших постатей молодіжної культури Закарпаття і Західної України кінця 1980-х —початку 1990-х рр. Народився в угорській сім'ї в Мукачеві. Зі шкільних років відвідував художню студію Золтана Баконія в Ужгороді. У 1982–1987 рр. навчався в Ужгородському училищі прикладного мистецтва. Захоплювався рок-музикою, яка стала невід'ємною частиною його життя та творчості. Після закінчення училища разом із друзями-музикантами створив рок-гурт «St. Pauli Guys». Тоді ж навколо І. Молнара сформувалася неформальна група молодих художників під назвою «Ліве око». У 1989–1993 рр. продовжив навчання у Львівському державному інституті прикладного і декоративного мистецтва, пройшов стажування в Угорщині.
Доля відміряла обдарованому художнику менше семи років активної творчості. Короткий, але надзвичайно яскравий і потужний період, за який створено декілька десятків неординарних художніх робіт (здебільшого подарованих друзям) і взято участь у серії виставок групи «Ліве око» в Ужгороді, Львові, Будапешті, Ряшеві, Берліні, Чикаго… Фатальна хвороба вирвала з життя 25-річного художника, чимось трагічно-парадоксальним повторивши долю австрійського експресіоніста Еґона Шіле, зі стилістикою якого перегукуються окремі полотна І. Молнара. Модерні й актуальні в епоху «пізнього рок-н-ролу», його твори і сьогодні продовжують вражати відвертістю, глибиною змісту, промовистою експресією і позачасовою мистецькою силою.